# Famille Marin
Pour les articles homonymes, voir Marin et Marini.
 (août 2024).
La famille Marin (les Marini) est l'une des plus anciennes familles de la noblesse de Venise.

## Historique
La plupart de ses membres s'installer à Candie. Les autres restent pour donner des procurateurs ou des sénateurs.  

## Demeures

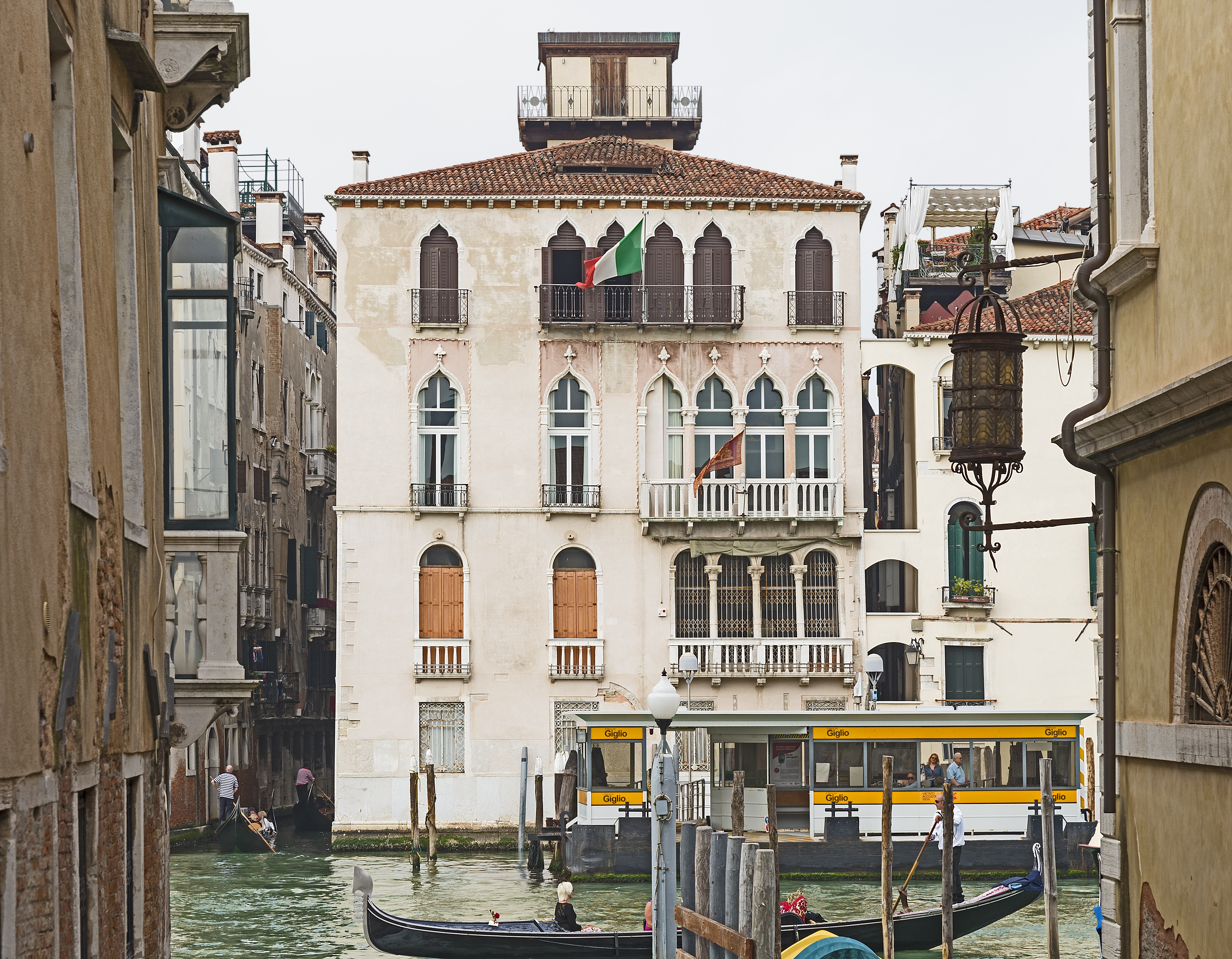
Le palais Marin Contarini sur le Grand Canal

- Ca' Marini
- Palais Marin
- Palais Marin Contarini
- Palais Marin (Venier) Contarini